# Jyrki Nieminen
Jyrki Nieminen, född 30 januari 1951 i Salo, finländsk fotbollsspelare.
Kultspelare i AIK.
45 A-landskamper för Finland.

## Klubbar
- HJK Helsingfors
- AIK
- IFK Eskilstuna